# 1909
Il 1909 (MCMIX in numeri romani) è un anno  del XX secolo.

## Eventi
- Viene fondata a Roma la Federazione Italiana Scherma.
- Nasce a Gorgonzola l'Associazione Sportiva Giana Erminio
- 8 febbraio – il caporale Antonio Barone viene ucciso a causa di un tumulto.
- 20 febbraio – Francia: Filippo Tommaso Marinetti pubblica su Le Figarò il Manifesto del futurismo.
- Marzo: in Persia inizia lo sfruttamento dei giacimenti petroliferi della concessione Arcy da parte dell'Anglo-Persian Oil Company. Il paese diviene rapidamente uno dei maggiori produttori mondiali.
- 7 marzo – Italia: le elezioni politiche registrano il consolidamento della maggioranza guidata da Giovanni Giolitti e un'avanzata complessiva delle sinistre.
- 22 marzo: a Desenzano del Garda è inaugurata la linea ferroviaria per il porto.
- 31 marzo: cominciano i lavori di costruzione del RMS Titanic.
- 6 aprile: il Polo Nord è raggiunto dall'esploratore statunitense Robert E. Peary.
- 13 maggio – Italia: parte da Milano il primo Giro d'Italia, in otto tappe.
- 15 giugno: rappresentanti da Inghilterra, Australia e Sudafrica si incontrano a Lords e formano l'Imperial Cricket Conference.
- 24 giugno: in Germania il cancelliere Bernhard von Bülow si dimette per contrasti con il Kaiser.
- 4 luglio: a Edolo è inaugurata la linea ferroviaria per Breno, tratto finale della Ferrovia Brescia-Iseo-Edolo.
- 25 luglio: Louis Blériot compie la prima traversata della Manica con un aeroplano.
- 3 ottobre: nasce il Bologna Football Club 1909.
- 12 ottobre: nasce il Coritiba Foot Ball Club.
- 24 ottobre: viene stipulato l'accordo di Racconigi (segreto) tra Italia e Russia.
- 19 dicembre: nasce il Borussia Dortmund.

## Nati
Ci sono circa 1 750 voci su persone nate nel 1909; vedi la pagina Nati nel 1909 per un elenco descrittivo o la categoria Nati nel 1909 per un indice alfabetico.

## Morti
Ci sono circa 440 voci su persone morte nel 1909; vedi la pagina Morti nel 1909 per un elenco descrittivo o la categoria Morti nel 1909 per un indice alfabetico.

## Calendario
| Calendario 1909 | Calendario 1909 | Calendario 1909 | Calendario 1909 | Calendario 1909 | Calendario 1909 | Calendario 1909 | Calendario 1909 | Calendario 1909 | Calendario 1909 | Calendario 1909 | Calendario 1909 | Calendario 1909 | Calendario 1909 | Calendario 1909 | Calendario 1909 | Calendario 1909 | Calendario 1909 | Calendario 1909 | Calendario 1909 | Calendario 1909 | Calendario 1909 | Calendario 1909 | Calendario 1909 | Calendario 1909 | Calendario 1909 | Calendario 1909 | Calendario 1909 | Calendario 1909 | Calendario 1909 | Calendario 1909 | Calendario 1909 | Calendario 1909 |
| --------------- | --------------- | --------------- | --------------- | --------------- | --------------- | --------------- | --------------- | --------------- | --------------- | --------------- | --------------- | --------------- | --------------- | --------------- | --------------- | --------------- | --------------- | --------------- | --------------- | --------------- | --------------- | --------------- | --------------- | --------------- | --------------- | --------------- | --------------- | --------------- | --------------- | --------------- | --------------- | --------------- |
|                 | 1               | 2               | 3               | 4               | 5               | 6               | 7               | 8               | 9               | 10              | 11              | 12              | 13              | 14              | 15              | 16              | 17              | 18              | 19              | 20              | 21              | 22              | 23              | 24              | 25              | 26              | 27              | 28              | 29              | 30              | 31              |                 |
| Gennaio         | Ve              | Sa              | Do              | Lu              | Ma              | Me              | Gi              | Ve              | Sa              | Do              | Lu              | Ma              | Me              | Gi              | Ve              | Sa              | Do              | Lu              | Ma              | Me              | Gi              | Ve              | Sa              | Do              | Lu              | Ma              | Me              | Gi              | Ve              | Sa              | Do              |                 |
| Febbraio        | Lu              | Ma              | Me              | Gi              | Ve              | Sa              | Do              | Lu              | Ma              | Me              | Gi              | Ve              | Sa              | Do              | Lu              | Ma              | Me              | Gi              | Ve              | Sa              | Do              | Lu              | Ma              | Me              | Gi              | Ve              | Sa              | Do              |                 |                 |                 |                 |
| Marzo           | Lu              | Ma              | Me              | Gi              | Ve              | Sa              | Do              | Lu              | Ma              | Me              | Gi              | Ve              | Sa              | Do              | Lu              | Ma              | Me              | Gi              | Ve              | Sa              | Do              | Lu              | Ma              | Me              | Gi              | Ve              | Sa              | Do              | Lu              | Ma              | Me              |                 |
| Aprile          | Gi              | Ve              | Sa              | Do              | Lu              | Ma              | Me              | Gi              | Ve              | Sa              | Do              | Lu              | Ma              | Me              | Gi              | Ve              | Sa              | Do              | Lu              | Ma              | Me              | Gi              | Ve              | Sa              | Do              | Lu              | Ma              | Me              | Gi              | Ve              |                 |                 |
| Maggio          | Sa              | Do              | Lu              | Ma              | Me              | Gi              | Ve              | Sa              | Do              | Lu              | Ma              | Me              | Gi              | Ve              | Sa              | Do              | Lu              | Ma              | Me              | Gi              | Ve              | Sa              | Do              | Lu              | Ma              | Me              | Gi              | Ve              | Sa              | Do              | Lu              |                 |
| Giugno          | Ma              | Me              | Gi              | Ve              | Sa              | Do              | Lu              | Ma              | Me              | Gi              | Ve              | Sa              | Do              | Lu              | Ma              | Me              | Gi              | Ve              | Sa              | Do              | Lu              | Ma              | Me              | Gi              | Ve              | Sa              | Do              | Lu              | Ma              | Me              |                 |                 |
| Luglio          | Gi              | Ve              | Sa              | Do              | Lu              | Ma              | Me              | Gi              | Ve              | Sa              | Do              | Lu              | Ma              | Me              | Gi              | Ve              | Sa              | Do              | Lu              | Ma              | Me              | Gi              | Ve              | Sa              | Do              | Lu              | Ma              | Me              | Gi              | Ve              | Sa              |                 |
| Agosto          | Do              | Lu              | Ma              | Me              | Gi              | Ve              | Sa              | Do              | Lu              | Ma              | Me              | Gi              | Ve              | Sa              | Do              | Lu              | Ma              | Me              | Gi              | Ve              | Sa              | Do              | Lu              | Ma              | Me              | Gi              | Ve              | Sa              | Do              | Lu              | Ma              |                 |
| Settembre       | Me              | Gi              | Ve              | Sa              | Do              | Lu              | Ma              | Me              | Gi              | Ve              | Sa              | Do              | Lu              | Ma              | Me              | Gi              | Ve              | Sa              | Do              | Lu              | Ma              | Me              | Gi              | Ve              | Sa              | Do              | Lu              | Ma              | Me              | Gi              |                 |                 |
| Ottobre         | Ve              | Sa              | Do              | Lu              | Ma              | Me              | Gi              | Ve              | Sa              | Do              | Lu              | Ma              | Me              | Gi              | Ve              | Sa              | Do              | Lu              | Ma              | Me              | Gi              | Ve              | Sa              | Do              | Lu              | Ma              | Me              | Gi              | Ve              | Sa              | Do              |                 |
| Novembre        | Lu              | Ma              | Me              | Gi              | Ve              | Sa              | Do              | Lu              | Ma              | Me              | Gi              | Ve              | Sa              | Do              | Lu              | Ma              | Me              | Gi              | Ve              | Sa              | Do              | Lu              | Ma              | Me              | Gi              | Ve              | Sa              | Do              | Lu              | Ma              |                 |                 |
| Dicembre        | Me              | Gi              | Ve              | Sa              | Do              | Lu              | Ma              | Me              | Gi              | Ve              | Sa              | Do              | Lu              | Ma              | Me              | Gi              | Ve              | Sa              | Do              | Lu              | Ma              | Me              | Gi              | Ve              | Sa              | Do              | Lu              | Ma              | Me              | Gi              | Ve              |                 |

## Premi Nobel
In quest'anno sono stati conferiti i seguenti Premi Nobel:
- per la Pace: Auguste Marie François Beernaert, Paul-Henri-Benjamin d'Estournelles de Constant
- per la Letteratura: Selma Lagerlöf
- per la Medicina: Emil Theodor Kocher
- per la Fisica: Carl Ferdinand Braun, Guglielmo Marconi
- per la Chimica: Wilhelm Ostwald

## Arti

### Musica
- Gustav Mahler compone la Sinfonia n.9
- Arnold Schönberg dà luce ai Cinque pezzi per orchestra op.16
- Il 25 gennaio Richard Strauss presenta al pubblico della Koenigliches Opernhaus di Dresda la sua Elektra, tragedia in un atto